# Manifeste du communisme libertaire
 (avril 2024).
La mise en forme du texte ne suit pas les recommandations de Wikipédia : il faut le « wikifier ».
Les points d'amélioration suivants sont les cas les plus fréquents. Le détail des points à revoir est peut-être précisé sur la page de discussion.
- Les titres sont pré-formatés par le logiciel. Ils ne sont ni en capitales, ni en gras.
- Le texte ne doit pas être écrit en capitales (les noms de famille non plus), ni en gras, ni en italique, ni en « petit »…
- Le gras n'est utilisé que pour surligner le titre de l'article dans l'introduction, une seule fois.
- L'italique est rarement utilisé : mots en langue étrangère, titres d'œuvres, noms de bateaux, etc.
- Les citations ne sont pas en italique mais en corps de texte normal. Elles sont entourées par des guillemets français : « et ».
- Les listes à puces sont à éviter, des paragraphes rédigés étant largement préférés. Les tableaux sont à réserver à la présentation de données structurées (résultats, etc.).
- Les appels de note de bas de page (petits chiffres en exposant, introduits par l'outil «  Source ») sont à placer entre la fin de phrase et le point final[comme ça].
- Les liens internes (vers d'autres articles de Wikipédia) sont à choisir avec parcimonie. Créez des liens vers des articles approfondissant le sujet. Les termes génériques sans rapport avec le sujet sont à éviter, ainsi que les répétitions de liens vers un même terme.
- Les liens externes sont à placer uniquement dans une section « Liens externes », à la fin de l'article. Ces liens sont à choisir avec parcimonie suivant les règles définies. Si un lien sert de source à l'article, son insertion dans le texte est à faire par les notes de bas de page.
- La présentation des références doit suivre les conventions bibliographiques. Il est recommandé d'utiliser les modèles {{Ouvrage}}, {{Chapitre}}, {{Article}}, {{Lien web}} et/ou {{Bibliographie}}. Le mode d'édition visuel peut mettre en forme automatiquement les références.
- Insérer une infobox (cadre d'informations à droite) n'est pas obligatoire pour parachever la mise en page.

Pour une aide détaillée, merci de consulter Aide:Wikification.
Si vous pensez que ces points ont été résolus, vous pouvez retirer ce bandeau et améliorer la mise en forme d'un autre article.
Le Manifeste du communisme libertaire est un essai politique écrit en 1953 par Georges Fontenis intégrant la théorie politique et les pratiques révolutionnaires de la Fédération communiste libertaire (FCL).
Aujourd'hui, ce manifeste peut être vu comme un des textes clés du courant communiste libertaire. Qui s’oppose autant à l'anarchisme individualiste qu’au bolchevisme.

## Contexte historique
En novembre 1952, alors que la Fédération anarchiste (FA) dite « de 1945 » connait une grave opposition interne entre une orientation communiste libertaire plateformiste (portée par Georges Fontenis et l'Organisation Pensée Bataille (OPB)) et une orientation anarchiste synthésiste (portée par Maurice Joyeux), la commission d'édition de la FA décide de publier une brochure qui doit renfermer « en quelques pages l’essentiel de nos conceptions, un résumé à la fois clair et complet de la doctrine du communisme authentique, une plaquette d’un format commode pouvant être mise entre les mains de milliers de sympathisants ».
Le groupe de Kronstadt souligne dans son mémorandum que la dite « commission » n'existait pas, ni dans la réalité, ni dans les statuts et qu'ainsi ce manifeste ne reflétait que la position de Fontenis.
Cette brochure prend la forme du Manifeste du communisme libertaire, et est d'abord publiée dans Le Libertaire dans une série d'articles sous l’intitulé « Problèmes essentiels ». Il est finalement publié aux éditions Le Libertaire en mai 1953, juste avant le congrès de la FA qui donne naissance à la FCL marquant la victoire de l'orientation de Fontenis. Sept militants ont travaillé à la rédaction de cette brochure, dont les membres de l'OPB : Georges Fontenis, Serge Ninn, René Lustre, Roger Caron et André Moine. Ainsi même si le Manifeste est publié sous le seul nom de Fontenis, il s'agit bien d'un travail collectif reflétant l'expression du courant politique de la FA. 
Il est destiné à séduire l'aile gauche du parti communiste français.
Il connait deux republications, une en 1985 aux éditions "L" et une seconde en 2022 dans la collection Idées des éditions d'Alternative libertaire.

## Résumé et analyse

### Contenu
Le Manifeste du communisme libertaire est composé de plusieurs parties : « Le Communisme libertaire, doctrine sociale », « Le problème du Programme », « Rapport entre les masses et l'avant-garde révolutionnaire », « Principes internes de l'organisation révolutionnaire du Parti », « Le programme communiste libertaire » et « La morale communiste libertaire ».
Le Manifeste cherche à faire sortir l’anarchisme d'une position « fossilisée, littéraire, vague et sentimentale » afin de le tirer vers une conception communiste et libertaire qui défendrait un modèle de société « sans classes et sans État », une conception qui prendrait sa source au sein du mouvement ouvrier et de la première internationale et qui prend les apports à la fois de Mikhaïl Bakounine et de Karl Marx. Pour Fontenis « l’anarchisme doit être un mouvement politique et non un milieu philosophique et culturel, un mode de vie ».
Fontenis y développe sa conception de l'avant-garde en se distinguant de celle des léninistes : « Il nous faut développer, expliquer comment la minorité agissante, l’avant-garde révolutionnaire, est nécessaire sans pour cela devenir un état-major, une dictature sur les masses. En d’autres termes, il nous faut montrer que la conception anarchiste de la minorité agissante n’a rien d’aristocratique, d’oligarchique, de hiérarchique ». Il défend l'implantation de cette minorité agissante au sein des syndicats et autres organisations de masse.
L'on retrouve dans le Manifeste un modèle d'organisation plateformiste, ce reposant sur les quatre « principes fondamentaux » : l’« unité théorique », l’« unité tactique », la « responsabilité collective » et le « fédéralisme ».

### Controverses
À la sortie du Manifeste, il reçoit auprès des lecteurs anarchistes un accueil mitigé du fait de l'utilisation de formules souvent plus proches des courants marxistes-léninistes comme : « parti », « dictature du prolétariat », « ligne politique », « discipline », « avant-garde »… 
Le vocabulaire employé dans le Manifeste fait que certains de ses détracteurs finissent par qualifier Fontenis de « Lénine du mouvement anarchiste ». 
Le manifeste est analysé par certains historiens et anarchistes comme léniniste et avant-gardiste ou bolchevisant.

#### Bourgeois Guy
Dans sa réédition du 1985, Guy Bourgeois, ancien militant de la FCL, écrit dans sa préface : « Face aux "humanistes" anarchistes que nous nommions entre nous les "vaseux", il y avait une volonté de provocation. Le Manifeste utilise le vocabulaire proscrit en cours chez les marxistes : parti, ligne politique, discipline. On se sert du terme « dictature du prolétariat » pour faire une tête de paragraphe, même si on en nie ensuite le principe dans le texte. On ne craint pas d’affirmer que les autres tendances n’ont qu’un lien vague avec l’anarchisme dont notre courant constitue le seul représentant. […] Les autres tendances de la F.A. ressentaient l'agressivité de nos démarches. Rapidement, on se demanda si nous n'étions point des agents du Bolchevisme infiltrés, on le chuchota, on le dit et bien des années plus tard, on l'écrivit.[…] C'est dans ce contexte qu'il faut juger aujourd'hui les outrances du Manifeste. […] Alors, la F.C.L. risqua de devenir un petit P.C. Bis. Elle a échoué avant, à la grande joie des "Humanistes" de la F.A.[…]  Pourtant, le Manifeste du communiste libertaire a été nécessaire. Il a marqué pour la première fois au sein du mouvement libertaire de l’après-guerre une coupure nette avec les tendances humanistes de conciliation ».